# Вико-нель-Лацио
Вико-нель-Лацио (итал. Vico nel Lazio) — коммуна в Италии, располагается в регионе Лацио, подчиняется административному центру Фрозиноне.
Население составляет 2158 человек, плотность населения составляет 48 чел./км². Занимает площадь 45 км². Почтовый индекс — 03010. Телефонный код — 0775.
Покровителем коммуны почитается святой великомученик Георгий, празднование 23 апреля.